# Conseil conjoint des municipalités
Le Conseil conjoint des municipalités (en croate Zajedničko vijeće općina, en serbe Заједничко веће општина / Zajedničko veće opština, tous les deux abrégés en ZVO) est un organe consultatif sui generis élu qui aligne les intérêts de la communauté ethnique serbe en Croatie orientale. Le Conseil constitue un organe d'autonomie culturelle le plus élevé de la région.
Le Conseil a été créé en 1997 sur la base de l'accord d'Erdut, signé en 1995. Les municipalités membres du Conseil sont Trpinja, Erdut, Markušica, Borovo, Jagodnjak, Negoslavci et Šodolovci. Selon le recensement de 2001, la population de ces municipalités étaient de 29 254 habitants pour une superficie de 600,36 km2.